# Langegg bei Graz
Langegg bei Graz är en tidigare kommun i Österrike. Den ligger i kommunen Nestelbach bei Graz i förbundslandet Steiermark. Kommunen blev en del av Nestelbach bei Graz i samband med kommunreformen i Steiermark 1 januari 2015.
Kommunen bestod av åtta orter (Ortschaften) (inom parentes invånarantal 1 januari 2024):

- Hirtenfeld (170)
- Kogelbuch (114)
- Lambach (30)
- Langegg-Ort (120)
- Mittergoggitsch (221)
- Obergoggitsch (166)
- Unterbuch (36)
- Zaunstein (27)